# Mbuzini
Mbuzini est un village de la province du Mpumalanga en Afrique du Sud.
Le village est notamment connu pour être le lieu du crash de l'avion du président du Mozambique Samora Machel en 1986. Parmi la trentaine des autres victimes figurait notamment le poète et journaliste Gulamo Khan. Un monument et un musée ont été inaugurés sur le site en 2009.